# Robert Cruickshank
Robert Cruickshank, född den 19 februari 1963 i London, är en brittisk seglare.
Han tog OS-brons i soling i samband med de olympiska seglingstävlingarna 1992 i Barcelona.